# Шентуршка Гора
Шентуршка Гора (словен. Šenturška Gora) — поселення в общині Церклє-на-Горенськем, Горенський регіон, Словенія. Висота над рівнем моря: 666,7 м.